# Lac Aubin (Mékinac)
Pour les articles homonymes, voir Aubin.
Le lac Aubin est un plan d'eau douce du territoire non-organisé du Lac-Normand, dans la municipalité régionale de comté de Mékinac, en Mauricie, au Québec, au Canada.
La surface du lac est généralement glacée de novembre à avril ; néanmoins, la période de circulation sécuritaire sur la glace est habituellement entre la mi-décembre et la fin mars. Depuis le milieu du XIXe siècle, la foresterie a été l'activité économique majeure dans cette région forestière, à cause de la proximité avec la rivière Matawin et avec la rivière Saint-Maurice. Les activités récréo-touristiques ont été mises en valeur au XIXe siècle.

## Géographie
Le lac Aubin est situé dans la Réserve faunique du Saint-Maurice, situé sur la rive ouest de la rivière Saint-Maurice, au nord du Parc national de la Mauricie.
Les bassins versants voisins du Lac Aubin sont :
- du côté nord-ouest : ruisseau des Américains, qui se déverse dans le Ruisseau du Castor Noir (Mékinac) lequel est un affluent de la rivière Matawin ;
- du côté est : rivière des Bêtes Puantes, un affluent de la rivière Saint-Maurice ;
- du côté sud-est : un ruisseau se déversant dans la rivière Saint-Maurice en face de l'île Matawin, soit à 1,4 km en amont de l'embouchure de la rivière Matawin ;
- du côté sud : ruisseau Aubin et rivière Matawin ;
- du côté sud-ouest : ruisseau Fraser, un affluent de la rivière Matawin.

Long de 2,8 km (orienté vers le sud-ouest) et large de 0,5 km, le lac Aubin comporte un appendice de 1,4 km de long, qui part du centre pour s'orienté vers le sud-est. Le lac reçoit ses eaux du côté sud-est du lac Albert (longueur de 1,4 km ; altitude : 307 m) lequel se déverse par le sud de l'apendice du lac.
L'embouchure de la rivière est située du côté sud-ouest, au fonds d'une baie de 760 m. Son émissaire est le ruisseau Aubin qui s'oriente vers le sud-ouest sur 2,9 km pour atteindre le lac Boutet (altitude : 233 m) d'une longueur de 1,1 km que le courant traverse du nord au sud. À partir de l'embouchure du lac Boutet, le ruisseau Aubin coule sur 0,87 km vers le sud pour atteindre la rive est de la rivière Matawin.
Ce lac est situé en territoire forestier, entouré de montagnes dont le sommet à l'ouest atteint 480 m, 445 m à l'est et 400 m au sud. Du côté sud, sa rive est située à 7,5 km (en ligne directe) au nord-ouest du pont de Matawin.

## Toponymie
Le toponyme "Lac Aubin" a été officialisé le 5 décembre 1968 à la Banque des noms de lieux de la Commission de toponymie du Québec.